# Paderborner Land-Route
Die Paderborner Land Route ist ein Radfernweg, der Radfahrer auf einem 252 km langen Rundkurs zu den Sehenswürdigkeiten im Kreis Paderborn führt.

## Route
Die Route des Radweges führt die Radfahrer quer durch den Kreis Paderborn, vorbei an der Heidelandschaft Senne mit den Emsquellen, den Wäldern des Eggegebirges, an der karstreichen Paderborner Hochfläche, an den nördlichen Ausläufern des Sauerlandes mit der Aabach-Talsperre, an den Lippeniederungen mit ihren Wasserkanälen und vorbei an Sehenswürdigkeiten des Kreises (Wewelsburg und Klosteranlage Dalheim).

## Etappen
- Hövelhof – Paderborn 19 km
- Paderborn – Bad Lippspringe 18 km
- Bad Lippspringe – Altenbeken 13 km
- Altenbeken – Lichtenau 25 km
- Lichtenau – Bad Wünnenberg 43 km
- Bad Wünnenberg – Büren31 km
- Büren – Borchen 26 km
- Borchen – Salzkotten 16 km
- Salzkotten – Delbrück 31 km
- Delbrück – Hövelhof 38 km

## Orte an der Paderborner Land Route
- Paderborn
- Hövelhof
- Delbrück
- Salzkotten
- Borchen
- Büren
- Bad Wünnenberg
- Lichtenau
- Altenbeken
- Bad Lippspringe